# Синя безодня (фільм, 2017)
«Синя безодня» (англ. In the deep) — фільм жахів про виживання режисера Йоганнеса Робертса, авторами сценарію виступили Йоганнес Робертс та Ернест Ріера. Прем'єра фільму в Україні відбулася 15 червня 2017 року, світова прем'єра — 25 травня 2017 року. В Україні фільм вийшов під назвою «47 метрів під водою».
Фільм має вікові обмеження: 16 років.

## Сюжет
Сестри Кейт і Ліза приїхали на відпочинок до Мексики. Кейт прагне гострих відчуттів та переконує сестру подивитися на білих акул. Для цього потрібно опуститися під воду в клітці. На жаль, їхня розвага перетворюється в жахіття: клітка обривається. Дівчата опиняються на глибині 47 метрів в оточенні найнебезпечніших морських хижаків. Запас кисню уних менше ніж на годину. Єдиний вихід з цієї смертельної пастки дівчата вбачають в тому, щоб плисти через товщу води, яка кишить найлютішими хижаками океану, вгору.

## В ролях
| Актор            | Роль           |
| ---------------- | -------------- |
| Менді Мур        | Ліза           |
| Клер Голт        | Кейт           |
| Меттью Модайн    | капітан Тейлор |
| Яні Геллман      | Луїс           |
| Сантьяго Сегура  | Бенжамін       |
| Кріс Дж. Джонсон | Хав'єр         |
| Майра Хуарес     | Семмі          |

## Створення фільму[3]
Акторки Менді Мур і Клер Холт (виконавиці головних ролей сестер Лізи і Кейт) для зйомок у фільмі спеціально почали займатися підводним плаванням.
Підводні зйомки фільму проходили у Великій Британії в спеціальній студії «The Underwater Studio», яка знаходиться в Базилдоні.
Клітку для акули і кран спеціально для зйомок фільму побудували у Великій Британії в графстві Кент.